# Thinkin' About You
Thinkin' About You è il quinto album in studio della cantante statunitense Trisha Yearwood, pubblicato nel 1995.

## Tracce
1. Thinkin' About You (Bob Regan, Tom Shapiro) – 3:23
2. XXX's and OOO's (An American Girl) (Matraca Berg, Alice Randall) – 2:47
3. You Can Sleep While I Drive (Melissa Etheridge) – 3:15
4. The Restless Kind (Mike Henderson) – 3:27
5. On a Bus to St. Cloud (Gretchen Peters) – 4:43
6. Fairytale (Tony Arata) – 3:35
7. Those Words We Said (Angelo Petraglia, Kim Richey) – 3:03
8. O Mexico (Michael Joyce, Irene Kelley) – 3:36
9. I Wanna Go Too Far (Layng Martine Jr., Kent Robbins) – 2:59
10. 'Til I Get It Right (Larry Henley, Red Lane) – 4:04